# Balogna
Balogna település Franciaországban, Corse-du-Sud megyében. Lakosainak száma 141 fő (2022. január 1.). Balogna Marignana, Renno és Vico községekkel határos.

## Népesség
A település népességének változása:
| Lakosok száma | 204  | 176  | 160  | 137  | 132  | 122  | 137  | 145  | 146  | 141  |
|               | 1968 | 1982 | 1990 | 2006 | 2013 | 2015 | 2017 | 2019 | 2020 | 2022 |